# Синабунг
Синабу́нг — действующий стратовулкан. Расположен в северной части острова Суматра, в 60 км к юго-западу от города Медан. Высота над уровнем моря — 2 460 метров.

## Извержение вулкана в 2010 году
Извержение началось в ночь на воскресенье 29 августа 2010 года, вулкан спал до этого более 400 лет. Зафиксированы выбросы дыма и пепла на высоту не менее 1,5 км. В радиусе 6 км от вулкана расположены 12 деревень. Извержение заставило около 12 тысяч жителей индонезийского острова Суматра покинуть свои дома. В течение нескольких дней свои дома покинули свыше пяти тысяч человек, бежавших как можно дальше от вулкана.

## Извержение вулкана в 2013 году
Очередное извержение началось в первые дни ноября 2013 года. Столб вулканического пепла и дыма поднялся на несколько километров над вершиной вулкана.

## Извержения вулкана в 2014—2015 годах
Спустя почти два месяца после извержения в 2013 году, вулкан Синабунг 4 января 2014 года произвёл тридцать пепельных выбросов и шестьдесят извержений лавы, вынудив покинуть свои дома более 20 тысяч жителей острова Суматра. Лава растеклась на пять километров к югу от кратера вулкана, а облако вулканического пепла достигло высоты в четыре тысячи метров.
1 февраля 2014 года произошло ещё одно извержение, оно подняло в воздух облака горячего пепла на высоту 2 километра и поглотило соседние деревни. По крайней мере 14 человек погибли, так как извержение произошло сразу после того, как жителям, проживающим более чем в пяти километрах от горы, было разрешено вернуться домой после отсутствия недавней вулканической деятельности. Среди погибших были журналист местного телевидения и четыре учащихся средней школы вместе со своим учителем, прибывшие на гору, чтобы увидеть извержение вблизи. Семь человек были членами индонезийского христианского студенческого движения GMKI, они погибли, пытаясь спасти местных жителей, когда пирокластические потоки прокатились по горе Синабунг.
В июне 2015 года объём лавы, извергнутой Синабунгом, увеличился на 3 млн кубометров, из-за чего возникла угроза обрушения купола вулкана. Правительство Индонезии приняло решение эвакуировать около 6 тыс. человек из населённых пунктов, расположенных в радиусе 3 километров от вулкана.

## Извержение вулкана в 2016 году
27 февраля 2016 года вулкан Синабунг выбросил столб пепла и горячего газа высотой до трёх километров, обрушился купол и излилась лава.
По меньшей мере семь человек погибло и двое находятся в критическом состоянии в результате извержения вулкана в субботу 21 мая, когда вулкан выбросил несколько столбов пепла высотой до трёх километров и горячий газ.

## Извержение вулкана в 2018 году
Извержение вулкана произошло 19 февраля 2018 года. Столб пепла от извержения поднялся на высоту 5 тысяч метров и распространился на 4,9 тысяч метров в южном направлении. Среди местных жителей никто не пострадал. В связи с извержением вулкана Синабунг, Австралия объявила «красный уровень» опасности для авиакомпаний.
Извержение вулкана в 2019 году
Индонезия, июнь 2019 года Вулкан Синабунг

## Извержения вулкана в 2020-2021 годах
Извержение вулкана началось 9 августа 2020 года. Столб пепла от извержения 10 августа поднялся на высоту 5 тысяч метров. Пострадавших среди местного населения нет.
2 марта 2021 года произошло следующее извержение. Столб пепла поднялся на высоту 5 тысяч метров. Пострадавших нет.